# 캐나다 왕립 해군

캐나다 왕립 해군은 1910년에 설립된 전통이 있다.

캐나다 왕립 해군(Royal Canadian Navy)은 1910년 설립됐고, 제1차 세계 대전과 태평양 전쟁에 참전한 경험이 있다. 오늘날 캐나다 해군은 13,000명의 병력과 30척의 함선을 보유하고 있다.

## 장비

### 군함
80년대부터 90년대까지 건조된 12척의 핼리팩스급 프리깃을 사용중이다. 이는 한국 해군의 충무공이순신급과 유사한 크기의 함선이며, 대형 여객기를 200km에서 탐지하고 120km 거리의 전투기를 탐지하는 SMART-S 3차원 대공 레이더를 사용하고 있기 때문에 대공 능력은 충무공이순신급 구축함보다 낫다.

### 미사일
2020년 캐나다는 SM-2 Blk III 미사일 100발 구매를 승인했다.

## 같이 보기
- 오스트레일리아 왕립해군
- 캐나다 왕립 공군
- 영연방